# Дуб Трентовського
Дуб Тренто́вського — вікове дерево, ботанічна пам'ятка природи місцевого значення в Україні.
Зростає у селі Вигода Чортківського району Тернопільської області, в межах колишньої садиби лісника.
Площа — 0,03 га. Оголошений об'єктом природно-заповідного фонду рішенням виконкому Тернопільської обласної ради від 23 жовтня 1972 року № 537. Перебуває у віданні Копичинецької міської громади.
Під охороною — 400-річний дуб діаметром 160 см, цінний в історичному, науково-пізнавальному та естетичному значеннях. Залишок подільських дібров.